# 地獄模式 ～喜歡挑戰特殊成就的玩家在廢設定的異世界成為無雙～
《地獄模式 ～喜歡挑戰特殊成就的玩家在廢設定的異世界成為無雙～》是2019年連載於成為小說家吧，ハム男原著的奇幻輕小說和鉄田猿児改編漫畫的系列。本作於2021年5月12日漫畫書籍化。
2024年12月5日宣佈動畫化。

## 故事簡介
主人公亞蓮前世是一名狂熱的遊戲玩家，因為玩三年的遊戲已停服而被另一款出现「永無止境的遊戲」的神秘網路遊戲所吸引，結果卻轉生到另一個世界。亞蓮將遊戲設置為最高難度“地獄模式”，因此他需要比旁人多100倍的經驗值才能提升自己的等級，加上出身於農奴家庭，面對如此困境，亞蓮仍決心成為最強！

## 登場人物
以下聲優為廣播劇版本。

### 主要人物
亞蓮（聲：田村睦心）
本作主角，狂熱遊戲玩家，會以最高難度的方式破關遊戲。
轉生者，轉生前是一名35歲的日本上班族。
不選擇5星階的「魔王」與「勇者」，選擇地獄難度成長的八星階的「召喚士」開始轉生。
小時候因狩獵大量野豬立功，在父親的推薦下成為格蘭威爾家的僕人。其後因救出薩希爾的功勞從格蘭威爾家的僕人升格為格蘭威爾家的「客人」。
攻略S級冒險迷宮後，被推舉成S級冒險者。
克蕾娜
亞蓮的青梅竹馬，才能「劍聖」。
後來與亞蓮等人成功討伐魔神之一，而被精靈王進階才能成為四星階的「劍王」。
為了照顧白龍，放棄職業「劍帝」，轉職成「龍騎士」，並向上進階職業「龍騎帝」。
德古拉
亞蓮的青梅竹馬，才能「斧手」。
後來與亞蓮等人成功討伐魔神之一，而被精靈王進階才能成為二星階的「狂戰士」。
薩希爾·格蘭威爾（聲：植田佳奈）
格蘭威爾家的千金，亞蓮離村後侍奉的對象，才能為二星階的「魔導士」。
後來與亞蓮等人成功討伐魔神之一，而被精靈王進階才能成為三星階的「大魔導士」。
基爾·加尼爾
前加尼爾家子爵家少爺。因父親策劃綁架薩希爾而被剝奪貴族身分。與惡貫滿盈的父親關係疏離，相反與弟妹和僕人的關係良好。失去貴族身份後因對金錢十分執着而被稱為「金錢的聖者」。才能為一星階的「僧侶」
後來與亞蓮等人成功討伐魔神之一，而被精靈王進階才能成為二星階的「聖者」。
因在戰爭立下戰功而得以恢復貴族身分成為加尼爾男爵家的當家。

### 勇者一行
赫爾米奧斯·馮·賽克里德
於前線與魔王軍對戰的勇者，才能為五星階的「勇者」。
後來與亞蓮等人成功討伐魔神之一，而被創造神進階職業才能成為六星階的「英雄王」。

## 出版書籍

### 輕小說
| 卷數 | EARTH STAR Entertainment | EARTH STAR Entertainment |
| 卷數 | 發售日期                 | ISBN                     |
| ---- | ------------------------ | ------------------------ |
| 1    | 2020年7月15日            | ISBN 978-4-803-01433-4   |
| 2    | 2020年11月16日           | ISBN 978-4-803-01468-6   |
| 3    | 2021年3月15日            | ISBN 978-4-803-01501-0   |
| 4    | 2021年9月15日            | ISBN 978-4-803-01564-5   |
| 5    | 2022年3月16日            | ISBN 978-4-803-01624-6   |
| 6    | 2022年9月15日            | ISBN 978-4-803-01693-2   |
| 7    | 2023年3月15日            | ISBN 978-4-803-01763-2   |
| 8    | 2023年10月18日           | ISBN 978-4-803-01848-6   |
| 9    | 2024年4月17日            | ISBN 978-4-803-01938-4   |
| 10   | 2024年9月13日            | ISBN 978-4-803-02007-6   |

### 漫畫
| 卷數 | EARTH STAR Entertainment | EARTH STAR Entertainment | 長鴻出版社     | 長鴻出版社             |
| 卷數 | 發售日期                 | ISBN                     | 發售日期       | ISBN                   |
| ---- | ------------------------ | ------------------------ | -------------- | ---------------------- |
| 1    | 2021年5月12日            | ISBN 978-4-803-01516-4   | 2023年11月22日 | ISBN 978-6-260-08292-5 |
| 2    | 2021年10月12日           | ISBN 978-4-803-01566-9   | 2023年11月22日 | ISBN 978-6-260-08293-2 |
| 3    | 2022年3月12日            | ISBN 978-4-803-01622-2   | 2024年7月17日  | ISBN 978-6-260-08973-3 |
| 4    | 2022年8月10日            | ISBN 978-4-803-01676-5   | 2024年7月17日  | ISBN 978-6-260-08974-0 |
| 5    | 2023年1月12日            | ISBN 978-4-803-01733-5   |                |                        |
| 6    | 2023年6月12日            | ISBN 978-4-803-01791-5   |                |                        |
| 7    | 2023年10月12日           | ISBN 978-4-803-01844-8   |                |                        |
| 8    | 2024年03月13日           | ISBN 978-4-803-01919-3   |                |                        |
| 9    | 2024年7月12日            | ISBN 978-4-803-01978-0   |                |                        |

## 外部連結
- 成為小說家吧（日語）
- KAKUYOMU （页面存档备份，存于）（日語）
- Comic Earth Star （页面存档备份，存于）（日語）